# جون اورزلای
جون اورزلای (انگلیسی: Jon Urzelai؛ زادهٔ ۱ مارس ۱۹۷۷) بازیکن فوتبال اهل اسپانیا است.
از باشگاه‌هایی که در آن بازی کرده‌است می‌توان به باشگاه فوتبال ایبار و باشگاه فوتبال رئال مورسیا اشاره کرد.